# Massimo Manganaro
 (mars 2014).
Massimo Manganaro est un réalisateur de télévision italien actif principalement en France. Il est également professeur à l'École supérieure de réalisation audiovisuelle (ESRA).

## Réalisation
- Émissions
  - 7/9 - Canal+
  - Direct - Canal+
  - Les Enfants du rock - TF1
  - Système 6 - TV6
  - Star Quizz - Canal+
  - Corridas - Canal+
  - Demain - Canal+
  - Mon Zénith à Moi - Canal+
  - Toro Bravo - Canal+
  - Scrupules - Canal+
  - C'est arrivé demain - Canal+
  - Nulle part ailleurs - Canal+
  - Salut les copains - TF1
  - Prime times de Ciel, mon mardi ! - TF1
  - Les Nuls, l'émission - Canal+
  - La Grande Famille - Canal+
  - Canaille Peluche - Canal+
  - Le Journal du cinéma - Canal+
  - Coucou c'est nous ! - TF1
  - Surprise sur prise ! - France 2
  - Les 24 Heures du Mans - M6
  - La Semaine de Laurence - TF1
  - Eclat de Rire - France 2
  - Chalu Maureen - France 2
  - Combien tu Paries ? - France 2
  - C'est tout Coffe - France 2
  - Frou-frou - France 2
  - C'est votre vie ! - France 2
  - Le Bol D'or - M6
  - Grand Prix de France Moto - M6
  - Ça va plutôt bien - TF1
  - Combien ça coûte ? - TF1
  - Déjà dimanche - France 2
  - Ça se discute - France 2
  - Chela ouate - France 2
  - La France m'étonne - France 2
  - TV + 1 an de plus - Canal+
  - Velvet Jungle - Arte
  - A l'Est d'Eden - M6
  - Hit Machine - M6
  - Pour La Vie - TF1
  - Unis Pour Vaincre - TF1
  - Echos de Stars - TF1
  - Perdu de vue - TF1
  - Mode de Vie - TF1
  - Le Cercle de minuit - France 2
  - Ce soir on passe à la Télé - France 3
  - Disney Club - TF1
  - Déjà le Retour - France 2
  - Téléthon - France 2
  - Dimanche en Famille - Canal+
  - Journée de la BD - Canal+
  - Jardins Plaisirs - TF1
  - Rire en toutes lettres - TF1
  - T'as la marque du maillot - TF1
  - Place de la République - France 2
  - Alors Heureux - France 2
  - Détournements de Fonds - France 3
  - Cirque de Demain - Arte
  - Le Monde est Petit - France 2
  - Le Grand Défi - France 2
  - Ça se discute jour après jour - France 2
  - Hymne à la Voix - France 2
  - Sol En Si - France 2
  - Fous d'Humour - France 2
  - C'est mon choix - France 3
  - Les Meilleurs Passent à La Télé - France 3
  - Les Lumières du Cinéma - France 2
  - Le Vrai Journal - Canal+
  - C'Est Bon Signe - M6
  - Multishow - TF1
  - Procès Coluche - TF1
  - Stars à domicile - TF1
  - 25 Ans de Chance - France 2
  - Tous Egaux - France 2
  - Les Maîtres du Monde - France 2
  - Vis ma vie - TF1
  - Comme Au Cinéma - France 2
  - David contre Goliath - France 2
  - Quelques Jours Avec Eux - France 2
  - Prime times de Nice people - TF1
  - Dolce Roma - France 2
  - Opération séduction - M6
  - Dolce Italia - France 2
  - Miss Europe 2003 - TF1
  - Miss France 2004 - TF1
  - Des vies d'exception - France 3
  - La Ferme Célébrités - TF1
  - Le Pensionnat de Chavagnes (Ils disent tout) - M6
  - Soyons directs - M6
  - Je suis une célébrité, sortez-moi de là ! - TF1
  - Toute une histoire - France 2
  - Prime times de Secret Story - TF1
  - La Roue de la fortune - TF1
  - Le grand journal - Canal+
  - Une famille en or - TF1
  - Le grand soir d'Éliane et Francis (Élie Semoun et Franck Dubosc) - France 2
  - Incroyable talent - M6
  - Alzheimer, un nouveau regard - France 2
  - La Soirée de l'étrange - TF1
  - Le Plus Grand Quiz de France (Finale) - TF1
  - Dilemme - W9
  - Money Drop - TF1
  - Bienvenue chez Cauet - NRJ 12
  - Coucou c'est nous !, Les moments cultes - TF1
  - La France passe le test - TF1
  - The Wall - TF1
  - Ça commence aujourd'hui - France 2
  - Les Enfoirés jouent le jeu  - TF1
- Captations
  - Ze Inconnus Story - Les Inconnus
  - Isabelle a les yeux bleus - Les Inconnus
  - Le nouveau spectacle - Les Inconnus
  - Le Petit Théâtre de Bouvard - Les Inconnus
  - L'audace d'y croire